# Ла-Франшвиль
Ла-Франшви́ль (фр. La Francheville) — коммуна во Франции, находится в регионе Шампань — Арденны. Департамент коммуны — Арденны. Входит в состав кантона Восточный Мезьер. Округ коммуны — Шарлевиль-Мезьер.
Код INSEE коммуны — 08180.
Коммуна расположена приблизительно в 200 км к северо-востоку от Парижа, в 90 км севернее Шалон-ан-Шампани, в 5 км к югу от Шарлевиль-Мезьера.

## Население
Население коммуны на 2008 год составляло 1591 человек.
| 1962 | 1968 | 1975 | 1982 | 1990 | 1999 | 2008 |
| ---- | ---- | ---- | ---- | ---- | ---- | ---- |
| 1161 | 1367 | 1270 | 1077 | 1375 | 1590 | 1591 |

## Экономика
В 2007 году среди 1028 человек в трудоспособном возрасте (15—64 лет) 765 были экономически активными, 263 — неактивными (показатель активности — 74,4 %, в 1999 году было 69,7 %). Из 765 активных работали 695 человек (372 мужчины и 323 женщины), безработных было 70 (35 мужчин и 35 женщин). Среди 263 неактивных 95 человек были учениками или студентами, 77 — пенсионерами, 91 были неактивными по другим причинам.

## Фотогалерея
- Церковь
- Памятник жителям, погибшим в Первой и Второй мировых войнах
- Мэрия
- Школа